# サウスパーク/無修正映画版
『サウスパーク/無修正映画版』（サウスパーク むしゅうせいえいがばん、South Park: Bigger, Longer & Uncut）は、1999年のアメリカのアニメ映画。アメリカの人気テレビアニメシリーズ『サウスパーク』の初となる劇場版作品である。

## 概要
『サウスパーク』初の劇場版作品。暴力描写や放送禁止用語が全編に登場するため、R指定で公開された。

## ストーリー
アメリカの田舎町「サウスパーク」に住む四人の子供であるスタン・マーシュ、カイル・ブロフロフスキー、エリック・カートマン、ケニー・マコーミックはスタンから誘われたことでカナダのお笑い芸人「テレンス&フィリップ」の映画「燃えよコウモン」を見るためにチケットを購入しようとしたが（厳密にはアイク・ブロフロフスキーがいるため5人）、売店に「この映画はMPAAでR指定されているため見ることはできない」と拒否されたが、スタンが道端のホームレスに代金を渡して保護者扱いさせることで入場に成功する。実際に映画が始まるとテレンスとフィリップは造語である「アンクルファッカー」の歌で暴言をひたすら吐きまくったので、周りの客は四人を残して全員退場してしまう。その後の四人は放送禁止レベルのfワード、sワード、bワードすべて含めた暴言をどの場でも使うようになり、周りの子供たちも映画に見に行くように誘い込むことに成功するが、スタンはウェンディにグレゴリーという恋人ができたことを知って途方に暮れる。その後の学校ではギャリソン先生にカートマンが中心となってfワードやsワードを使用したことで四人がマッケイ先生のいる相談室送りにされ、四人の両親が呼び出される事態になる。その後、食堂のシェフにスタンが恋人と付き合う方法を尋ねると、「ク〇〇〇〇」を探すように言われる。その後マッケイ先生がカウンセリング授業として歌パートを披露するが、その後もほぼすべての子供が「燃えよコウモン」を鑑賞し続ける事態となった。映画の最後でテレンスが尻に火をつけるシーンをカートマンが100ドルやるといったことでケニーが真似をするが重傷を負い、病院で心臓にポテトを入れられたことが原因で即死する。この件で三人は再び両親から呼ばれて自宅軟禁になり、ケニーは先刻で協会に行こうとしなかったことが原因で地獄に落ちてしまう。しかし、シーラ・ブロフロフスキーから成る大人は全員責任の押し付けを避けるために「カナダが悪い」と言い出し、テレンスとフィリップを殺害するための計画を練り始める。ケニーはサタンが既に死亡したサッダーム・フセインと同性愛状態になっていることを知り、自宅軟禁中に三人はテレビでテレンスとフィリップが出演する番組でシーラらが二人を逮捕するために追手を仕向けたことを知る（その際、司会者コナン・オブライエンは本人が逮捕を仕向けたことに今更気づいたことで飛び降り自殺する。）
その後、国際連合でカナダの代表者が訛った喋りを繰り広げながら（字幕版では"about"をあからさまに"aboot"と発言しているなど。）アメリカへの宣戦布告を行い、カナダ空軍は戦争を開始する当てつけでボールドウィン家を爆撃で皆殺しする。三人は学校の緊急集会でアメリカ大統領（ビル・クリントン）はシーラとともにカナダへの全面戦争を布告し、2日以内にテレンス・フィリップを処刑することを宣言する映像を目撃する。その後、カートマンは子供のいる場でシーラ・ブロフロフスキーが全部の元凶であることをイジった「カイルのババアはスーパービ〇〇」を歌ったことでシーラ本人にばれる。カートマンは脳内に卑猥な単語を発言するだけで電気ショックが走るVチップを埋め込められ、三人は演説する親が話を聞いてくれないのでレジスタンスを組織するために「ブライアン・ボイターノならどうする?」を歌い、eメールで子供をレジスタンス側に勧誘しようとする。一方、地獄ではサタンが性的関係以外を求めようとしないサッダーム・フセインにうんざりし、テレンス・フィリップが殺害されるときに地上に出られることを歌う。就寝しようとしたカートマンはケニーの亡霊を見て、テレンス・フィリップの殺害後にサタンとサッダーム・フセインが降臨することを知る。レジスタンスの秘密基地に来たカートマンはそのことを伝え、バターズストッチ・グレゴリーなどの残りの子供が本格的なテレンス・フィリップの殺害の回避の計画を練り始める。しかしほとんどの子供は実際に出向くことがなく、実際に三人についてきたのは自宅軟禁中のフランス人であるザ・モールを呼ぶことなった。戦争中にカナダ人が収容所に送られることを防ぐため、アイク・ブロフロフスキーはカイルの家に軟禁される。地獄でケニーがサタンを説得しようとするが、サッダーム・フセインは自身の性格が変わることができることを歌いだしたために失敗する。
テレンス・フィリップの処刑はアメリカ軍の配下で行われたが、向かった三人とザ・モールはビッグ・ゲイ・アルやウィノナ・ライダーのショーで遅延させることで処刑用の電気椅子の電源を切ろうとするが、カートマンが再びケニーの亡霊を見て逃げ出したために失敗し、侵入がばれたことでザ・モールは番犬に殺害される。しかし、カートマンが電気椅子のスイッチを感電しながら切ったことでテレンス・フィリップは脱出に成功するが、アメリカ軍とカナダ軍の全面衝突が始まり、スタンはついにク〇〇〇〇を発見する。そしてシーラは結局テレンス・フィリップを子供たちの忠告を無視して殺害してしまうが、サタンとサッダーム・フセインが本当に降臨してしまい、軍人は皆ひれ伏せ始める。サッダーム・フセインはサタンに銅像を建てるように頼み込むが、怒り出したカートマンが卑猥な発言でフセインに電気ショックで攻撃できることに気が付き、フセインを徹底的に追い詰め始めるが、サタンに助けを求めようとしたためにサタンはついに堪忍袋が切れ、フセインを殺害する。サタンは一緒に地獄から戻ったケニーに望みを一つ叶えることになったが、ケニーはすべての状況を戦争前に戻す代わりに、再びケニー自身が死亡することを選ぶ。テレンス・フィリップも復活し、すべての登場人物が最初の歌の歌詞を卑猥にしたものを歌いながら、ケニーが天国に行くことで話が終わる。

## キャスト
| 役名                           | 原語版声優                           | 日本語吹き替え               |
| ------------------------------ | ------------------------------------ | ---------------------------- |
| スタン・マーシュ               | トレイ・パーカー                     | 植田有紀                     |
| カイル・ブロフロフスキー       | マット・ストーン                     | 楠見薫                       |
| エリック・カートマン           | トレイ・パーカー                     | 柳原哲也（アメリカザリガニ） |
| ケニー・マコーミック           | マット・ストーン / マイク・ジャッジ  | 片山淳子                     |
| ランディ・マーシュ             | トレイ・パーカー                     | 木下隆行（TKO）              |
| シーラ・ブロフロフスキー       | メアリー・ケイ・バーグマン           | 岡田美子                     |
| リアン・カートマン             | メアリー・ケイ・バーグマン           | 山元はとみ                   |
| ハーバート・ギャリソン先生     | トレイ・パーカー                     | 谷省吾                       |
| ジェローム・シェフ・マッケロイ | アイザック・ヘイズ                   | 平井善之（アメリカザリガニ） |
| マッケイさん                   | トレイ・パーカー                     | 西山隆詞 （歌部分：宮内良）  |
| クライド・ドノヴァン           | トレイ・パーカー                     | 平井善之（アメリカザリガニ） |
| ジンボ・カーン                 | マット・ストーン                     | 小野坂昌也                   |
| ビッグ・ゲイ・アル             | マット・ストーン                     | 長島雄一 （歌部分：宮内良）  |
| サタン                         | トレイ・パーカー                     | 木下隆之（TKO）              |
| サッダーム・フセイン           | マット・ストーン（「Yourself」表記） | 田村勤                       |
| テレンス                       | マット・ストーン（「Yourself」表記） | 緒方雅史 (Over Drive）       |
| フィリップ                     | トレイ・パーカー                     | 石野敦士（Over Drive）       |
| グレゴリー                     | マット・ストーン                     | 林真也                       |
| クリストフ / モール            | マット・ストーン                     | 田中一成                     |
| コナン・オブライエン           | ブレント・スパイナー                 | 小山力也                     |
| ウィノナ・ライダー             | トディー・E・ウォルターズ            | 高乃麗                       |
| ボールドウィン兄弟             | デイヴ・フォーリー                   | 小山力也 飛田展男            |
| カナダ大使                     | マット・ストーン                     | 木本武宏（TKO）              |
| ゴーシュ医師                   | ジョージ・クルーニー                 | 小山力也                     |
| トム                           | マット・ストーン                     | 飛田展男                     |
| ブルック・シールズ             | トディー・E・ウォルターズ            | 高乃麗                       |

## スタッフ
- 監督：トレイ・パーカー
- 原案：トレイ・パーカー、マット・ストーン、パム・ブラディ
- 製作：トレイ・パーカー、マット・ストーン
- 製作総指揮：スコット・ルーディン、アダム・シュローダー
- 共同制作：アン・ガレフィーノ、デボラ・リーブリング
- アニメーション監督：エリック・スタウ
- 音楽/歌詞：トレイ・パーカー
- オリジナル・スコア/追加音楽・歌詞：マーク・シャイマン

## 日本語版

### 配給
日本では、ワーナー・ブラザース映画の配給とテレビシリーズに引き続きKUZUIエンタープライズ（現：フォーマットメディア）の宣伝で2000年8月12日に東京プレミアとしてリリースされた。公開時はテレビシリーズの吹替版の監修を担当した桑原あつしによる字幕版のみだった。2001年7月6日にワーナー・ホーム・ビデオ（現：ワーナー・ブラザース ホームエンターテイメント）からソフトが発売された際に吹替版が制作されたが、声優はWOWOW放送版とは異なり、松竹芸能所属の芸人が担当し、セリフも大阪弁になっている。日本のワーナー・ブラザースにより、大阪弁の方が下ネタが緩和されるとの理由で変更されたという。
2000年9月～2001年5月頃に本家Shockwaveでサウスパークが配信されていたのもあってか日本版のサイトでサウスパークのアニメーションが配信されていた。それには関西弁の吹き替えが施され、その後同じ声優陣の関西弁で映画が吹き替えられた模様。

### 制作スタッフ
- 関西弁企画制作：鹿児島光俊
- 制作協力：松竹芸能／遊気舎
- プロデューサー：尾谷アイコ（ワーナー・ホーム・ビデオ）
- 演出：岩浪美和
- 翻訳：原口真由美
- 音楽演出：亀川浩未（C・オーグメント）
- 録音・調整：白井康之（プロセンスタジオ）／伊藤隆文（音響ハウス）
- 制作担当：相原正之／米屋林太郎（プロセンスタジオ）
- 日本語版制作：ワーナー・ホーム・ビデオ／プロセンスタジオ

## 挿入歌
- 『マウンテン・タウン（Mountain Town）』 – （歌：スタン、ケニー、カイル、カートマン、シャロン&シーラ・ブロフロフスキー）
- 『アンクル・ファッカー（Uncle Fucka）』 – （歌：テレンス&フィリップ）
- 『ウェンディの歌（Wendy's song）』 – （歌：スタン）
- 『イッツ・イージー・ンケーイ（It's Easy, M'kay）』 – （歌：ミスター・マッケイ、スタン、カートマン、カイル、ウェンディ&グレゴリー）
- 『ブレイム・カナダ（Blame Canada）』 – （歌：シーラ・ブロフロフスキー、シャロン、リーアン&ミス・マコーミック）
- 『カイルのババアはビッチ（Kyle's Mom is a Big Fat Bitch）』 – （歌：カートマン&マーク）
  - TVシーズン1の「おしゃべりウンチのMr.ハンキー」でも歌われた曲。
- 『ブライアン・ボイターノならどうする？（What Would Brian Boitano Do？）』 – （歌：スタン、カイル&カートマン）
  - 実在のフィギュアスケート選手のブライアン・ボイタノについてジョークを交えた曲。
- 『アップ・ゼア（Up There）』 – （歌：サタン・ザ・ダーク・プリンス)）
- 『レジスタンス（メドレー）（La Resistance (Medley)）』 – （歌：グレゴリー（ハワード・マクギリン）&サウスパークの人々）
- 『アイズ・オブ・チャイルド（Eyes of a Child）』 – （歌：マイケル・マクドナルド）
- 『アイ・キャン・チェンジ（I Can Change）』 – （歌：サダム・フセイン）
- 『アイム・スーパー（I'm Super）』 – （歌：ビッグゲイ・アル）
- 『マウンテンタウン（リプライズ）（Mountain Town (Reprise) ）』 – （歌：サウスパークの人々）
- 『ブライアンボイターノならどうする?（パート2）』 – （歌：D.V.D.A）

## 受賞とノミネート
| 映画祭・賞                   | 部門         | 候補                                                        | 結果       |
| ---------------------------- | ------------ | ----------------------------------------------------------- | ---------- |
| アカデミー賞                 | 歌曲賞       | 「ブレイム・カナダ」 トレイ・パーカー、マーク・シャイマン   | ノミネート |
| ニューヨーク映画批評家協会賞 | アニメ映画賞 | -                                                           | 受賞       |
| ロサンゼルス映画批評家協会賞 | 音楽賞       | トレイ・パーカー、マーク・シャイマン                        | 受賞       |
| MTVムービー・アワード        | 音楽シーン賞 | 「アンクル・ファッカー」 トレイ・パーカー、マット・ストーン | 受賞       |